# Katedrála v poušti
Katedrála v poušti (anglicky: cathedral in the desert) je geograficko-ekonomický pojem, který označuje výrobní podnik či závod bez blízkých vazeb na své okolí. Většinou se jedná o pobočný závod nadnárodní korporace, která do regionu přinese technologie a využívá levných vstupních faktorů, jako jsou nemovitosti a levná pracovní síla. “Katedrála” implikuje technologickou a velikostní nadřazenost subjektu v regionu, “v poušti” pak znamená jeho izolovanost, unikátnost a propojenost pouze s podniky stejné korporace. Takovéto podniky jsou zpravidla řízeny z ústředí v jiné zemi nebo metropoli, tudíž hostitelský region má jen velmi omezené možnosti v rozhodování o míře vazeb mezi podniky. Pokud je hostitelský region na nižší technologické úrovni, mohou přímé zahraniční investice fungovat formou katedrál v poušti . Důsledkem existence katedrály v poušti jsou typické problémy hostitelských regionů - nižší mzdy, špatná kvalifikační struktura a automatizace (deskilling), nekonkurenceschopnost.[zdroj?]

## Původ
Pojem byl poprvé použit v práci Spatial Division of Labour: Social Structures and the Geography of Production britské neomarxistické geografky Doreen Massey. Ta v rámci své teorie územní dělby práce definuje katedrálu v poušti jako součást druhého typu firem, kdy jsou výrobní závody nejnižší úrovně umisťovány do méně vyspělých regionů a zaměřují se na sériovou výrobu.

## Příklady

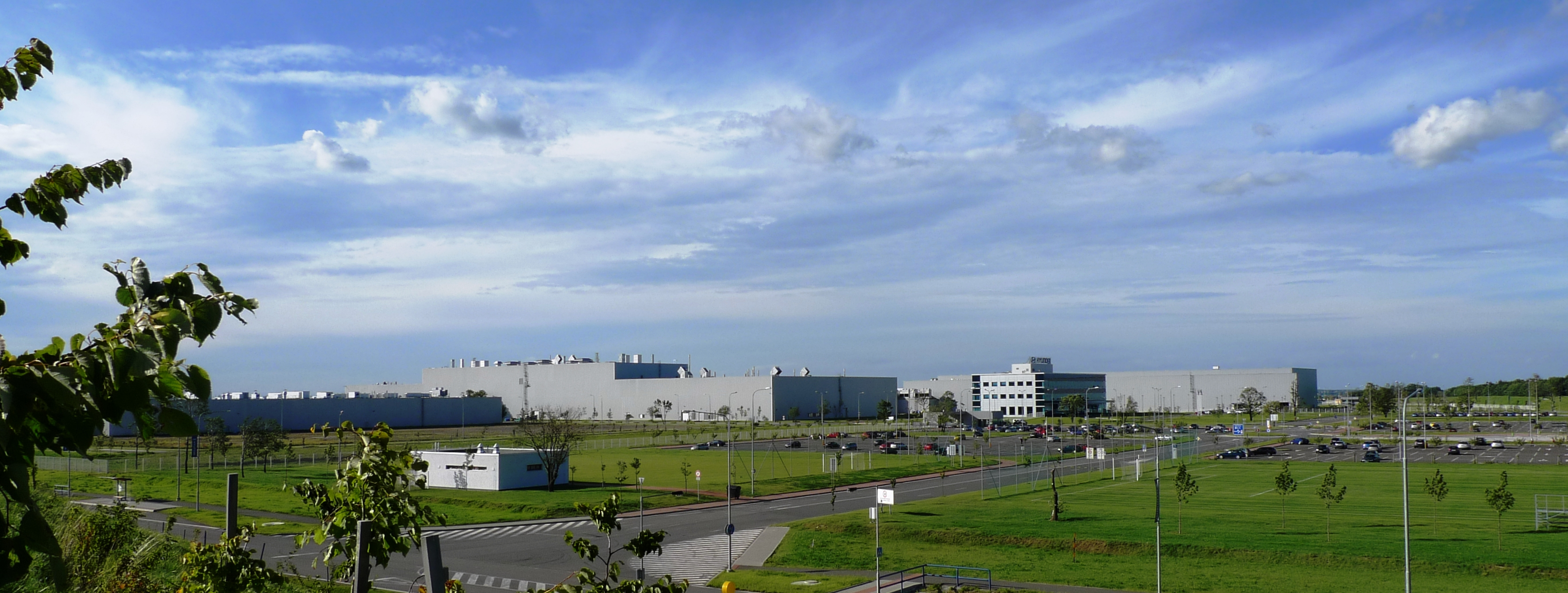
Výrobní závod Hyundai Nošovice.

V České republice je nejznámějším příkladem katedrály v poušti výrobní závod automobilky Hyundai v Nošovicích. V regionu, který měl vyšší nezaměstnanost a byl zaměřený na těžbu, zemědělskou a potravinářskou výrobu, vznikla obrovská průmyslová zóna, jejíž výroba není provázána s firmami v regionu. Dalším závodem bez významného napojení na lokální subdodavatele je výroba Panasonicu v Plzni. V roce 1996 zde byla založena pobočka japonské firmy Panasonic, která se zaměřuje na výrobu televizí, přehrávačů a tepelných čerpadel. Jedná se tedy pouze o výrobu bez vývojového prostředí nebo subdodavatelských vazeb v regionu.
Kromě výrobních podniků mohou být katedrálou v poušti i administrativní budovy či dopravní infrastruktura. Budova gruzínského parlamentu na průmyslovém předměstí Kutaisi byla vystavěna kvůli snaze decentralizovat moc v zemi. Ovšem po změně vlády bylo sídlo parlamentu opět přesunuto do hlavního města Tbilisi. Dalším příkladem nevýrobního charakteru je španělské letiště u města Ciudad Real. Dopravní uzel bez napojení a blízké přítomnosti velkých měst chátrá a je spíše využíván jako závodní dráha.